# Rose-Marie François
Rose-Marie François est née à Jemappes le 31 octobre 1939. Elle est germaniste et a enseigné dans les universités de Liège (Belgique), de Lund (Suède), de Lettonie (à Riga). Elle est poète, philologue et écrit des romans et des pièces de théâtre. 
Elle a écrit des textes en picard (poèmes et proses). Elle a traduit des poètes autrichiens. 
Elle est l’auteure de la première anthologie bilingue letton-français de poésie lettone, Pļavās kailām kājām, Pieds nus dans l’herbe (Amay 2002), qu'elle a mise en scène et joué en Belgique, en France, en Lettonie, en Hongrie.

## Œuvres littéraires

### Livres
- Filipè èt Je.han – Philippe de Hainaut, reine d’Angleterre et Jehan Froissart, pièce de théâtre en un acte, CROMBEL, micRomania, Charleroi, 2019  (ISBN 9782930364902)
- Charlayana, poèmes, bilingue picard-français, avec des peintures de Charles Delhaes, CROMBEL, micRomania, Charleroi, 2016.  (ISBN 9782930364759)
- Course lente avant l'aurore, récits, Maelström, Bruxelles, 2015
- Lès Chènes, proses en français et en picard, CROMBEL, micRomania, Charleroi, 2013  (ISBN 978 2 930364 64 3)
- L'Aubaine, roman, Luc Pire, Le Grand Miroir, Bruxelles, 2009   (ISBN 978-2-507-00115-5)
- Panamusa, chantefable en picard, avec une retraduction française et une introduction bilingue, MicRomania, Charleroi, 2008
- Et in Picardia ego, proses en français et en picard, CROMBEL, micRomania, Charleroi, 2007  (ISBN 9782930364278)
- La saga d’Îchanâs (Messages du nadir, Mirages de Courlande, Images d’Outre-Rhin, Visages sous le heaume), poèmes,  (ISBN 978 2 87450 014 5), Le Taillis-Pré, Châtelineau, 2007.
- De sel et de feu. Ir sāls ir uguns, poèmes et récits, avec traduction lettone de Dagnija Dreika et de l'auteure, Apgāds Daugava, Rīga, 2006
- Poésie en Autriche aujourd'hui, textes rassemblés et traduits par Rose-Marie François, Namur, Maisons de la poésie de Namur et d'Amay, 1998
- Verteidigung der Zukunft : deutsche Geschichten (Défense de l'avenir : histoires allemandes), traduction, préface et notes de Rose-Marie François, Paris, Librairie générale française, 1993
- Le jour aux trousses : poésies complètes de Ilse Aichinger, traduites de l'allemand (Autriche) et présentées par Rose-Marie François, Paris, La Différence, 1992

### Articles
- « Pourquoi j'écris aussi en picard », Bien Dire et Bien Aprandre, revue de médiévistique, Centre d'études médiévales et dialectales de Lille 3, Université de Lille 3, 2017[4]

## Distinctions
- membre du FERULg (Femmes Enseignement Recherche Université de Liège)
- membre du jury du Premio Napoli, prix littéraire international de la ville de Naples (Italie)
- Prix Charles Plisnier de poésie pour Répéter sa mort (Mons, 1989)
- Prix Louis Guillaume du poème en prose (Paris, 1998) pour Répéter sa Mort
- Prix de la Pensée Wallonne (Mons, 2002)
- Prix triennal de poésie en langue régionale endogène 2007 pour Et in Picardia ego
- Prix du Hainaut (La Louvière, 2008) pour Et in Picardia ego
- Prix triennal de l'œuvre en prose en langue régionale endogène 2015 pour Lès Chènes. La Cendre[5]
- mention au Prix triennal de la Fédération Wallonie-Bruxelles (Bruxelles, 2016) pour Trèfle incarnat[6]